# Lugoff
Lugoff és una concentració de població designada pel cens dels Estats Units a l'estat de Carolina del Sud. Segons el cens del 2000 tenia 6.278 habitants.

## Demografia
Segons el cens del 2000, Lugoff tenia 6.278 habitants, 2.364 habitatges i 1.846 famílies. La densitat de població era de 188,8 habitants/km².
Dels 2.364 habitatges en un 40,8% hi vivien nens de menys de 18 anys, en un 62,1% hi vivien parelles casades, en un 13,2% dones solteres, i en un 21,9% no eren unitats familiars. En el 19,1% dels habitatges hi vivien persones soles el 5,6% de les quals corresponia a persones de 65 anys o més que vivien soles. El nombre mitjà de persones vivint en cada habitatge era de 2,65 i el nombre mitjà de persones que vivien en cada família era de 3,04.
Per edats la població es repartia de la següent manera: un 29% tenia menys de 18 anys, un 6,8% entre 18 i 24, un 31% entre 25 i 44, un 23,8% de 45 a 60 i un 9,4% 65 anys o més.
L'edat mediana era de 35 anys. Per cada 100 dones de 18 o més anys hi havia 87,4 homes.
La renda mediana per habitatge era de 49.000 $ i la renda mediana per família de 55.461 $. Els homes tenien una renda mediana de 37.924 $ mentre que les dones 26.875 $. La renda per capita de la població era de 20.883 $. Entorn del 5,3% de les famílies i el 8,1% de la població estaven per davall del llindar de pobresa.

## Poblacions més properes
El següent diagrama mostra les poblacions més properes.